# Bolbitis laxireticulata
Bolbitis laxireticulata är en träjonväxtart som beskrevs av Kunio Iwatsuki. Bolbitis laxireticulata ingår i släktet Bolbitis och familjen Dryopteridaceae. Inga underarter finns listade.